# Cambridge, Ohio
Cambridge är administrativ huvudort i Guernsey County i delstaten Ohio. Orten har fått sitt namn efter Cambridge i Maryland. Orten hade 10 635 invånare enligt 2010 års folkräkning.

## Kända personer från Cambridge
- John Glenn, astronaut och politiker